# Campagne Hubelgut

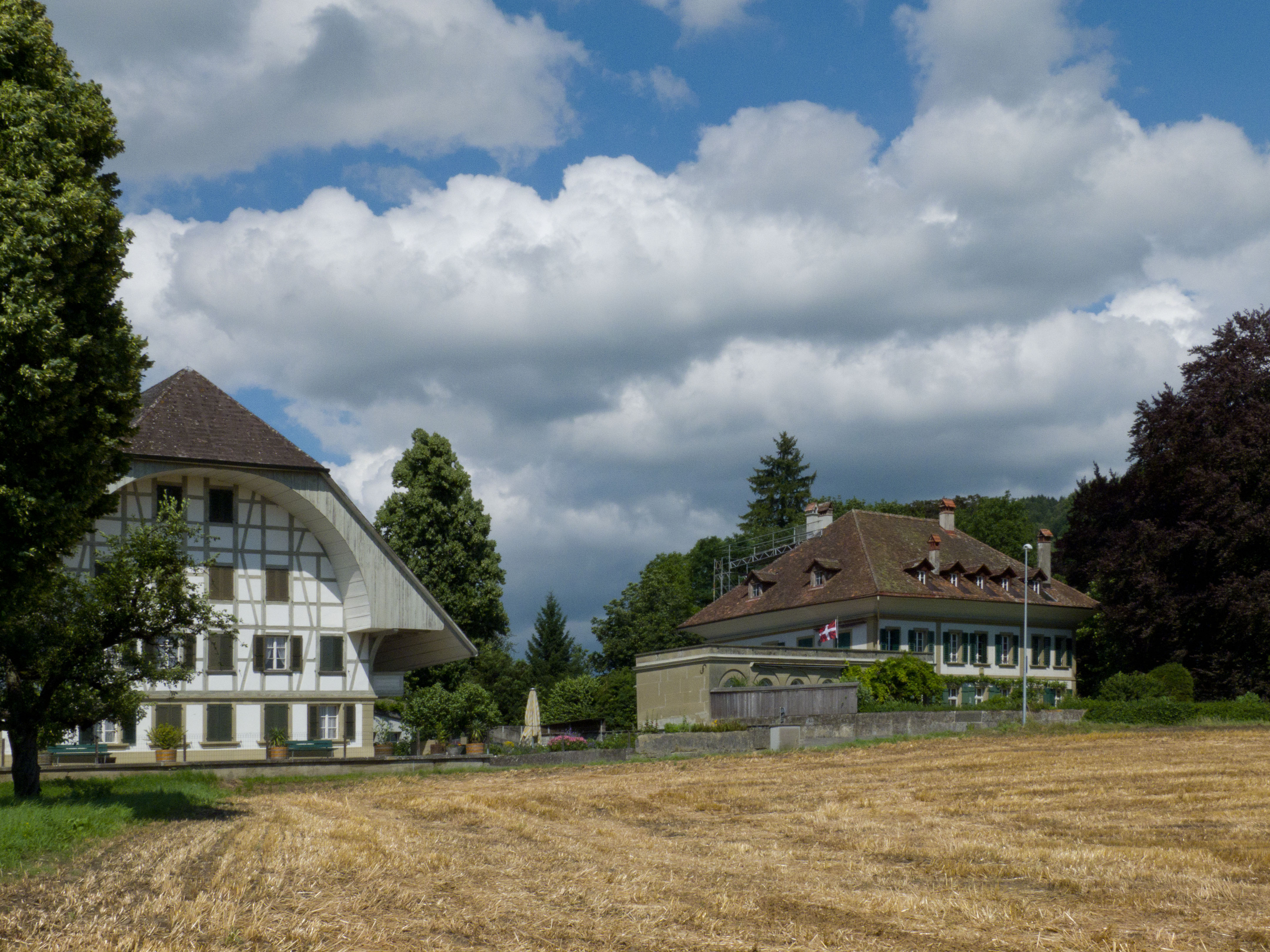
Campagne Hubelgut Habstetten

Die Campagne Hubelgut, auch als Schloss Habstetten bekannt, ist ein historischer Landsitz aus dem 17. Jahrhundert in klassizistischem Stil in Habstetten bei Bolligen im Kanton Bern.

## Lage
Das Hubelgut ist eine bernische Campagne am Dorfeingang von Habstetten. Dem siebenachsigen Wohnstock mit vorspringendem Walmdach wurde um 1840 ein Peristyl angebaut. Südlich bietet sich ein weiter Ausblick über Bern bis zu den Berner Hochalpen. Unweit, an der Stampachstrasse, stand bis zur bernischen Reformation eine kleine Marienkapelle. Die Wallfahrtskapelle wurde abgebrochen und darüber ein Wohnhaus gebaut. Mauerreste der Apsis sind noch sichtbar als nördliche Hauswand.

## Geschichte
Das Dorf Habstetten war ursprünglich im Besitz der Edlen von Thorberg. Ritter Berchtold verkaufte es 1345 an Bern. Die Güter von Habstetten wurden 1376 von Ulrich von Buch und Cuno von Holz erworben. 1670 war das Gut auf dem Hubel Eigentum des Stadtschreibers Gabriel Gross und wurde 1679 von seinem gleichnamigen Sohn übernommen. 1732 tauschte der Arzt Johann David Wilhelmi das Hubelgut mit Ländereien von Gabriel Gross ein. Aus dem Besitz der weiteren Familie erwarb 1777 der Hauptmann und spätere Landvogt von Morges Carl Ryhiner das Gut. Als Oberst der Berner Truppen bei Laupen erlangte er am 3. März 1798 traurigen Ruhm, als er seinen erschöpften Soldaten den aussichtslosen Angriff befahl. Seine Witwe verkaufte 1801 das Hubelgut an Susanna Elisabeth Hartmann. Nach verschiedenen Erbgängen erwarb 1834 Salomon Ludwig Jakob von Wattenwyl, der Herr des Schlösschens Kirchdorf, das Hubelgut und baute es umfassend aus.  Seither blieb das Landhaus im Familienbesitz, seit 1976 über mehrere Erbgänge der Familie von Mandach.